# Lagoa Maior

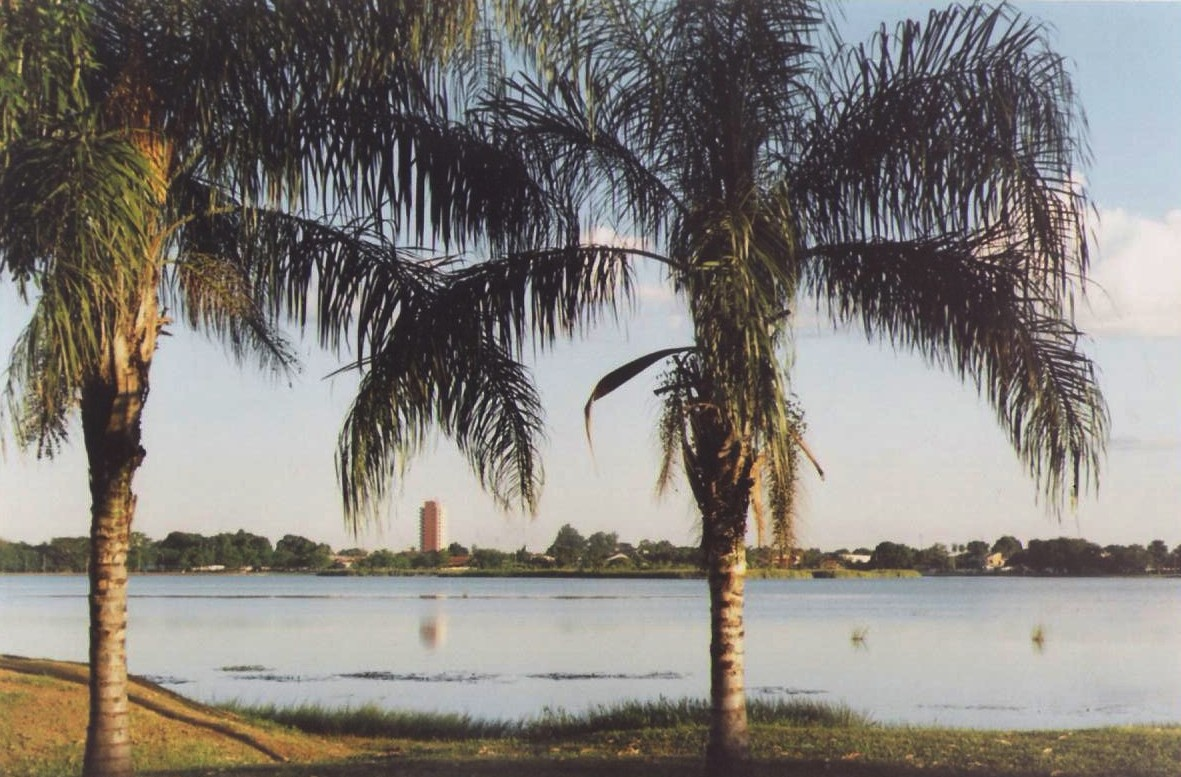
A Lagoa Maior em 2007.

Lagoa Maior, ou Lagoa Primeira, ou Primeira Lagoa, é a principal das três lagoas urbanas que nomeiam a cidade de Três Lagoas, no estado de Mato Grosso do Sul, Brasil. A Lagoa Maior encontra-se localizada a 20º46’S; 51º43’W, ocupa uma área de 418.000 m2, e sua profundidade não ultrapassa três metros.
A Lagoa Maior também serve de habitat para muitas espécies, como jaçanãs, jacarés e capivaras. De qualquer maneira, “o processo de urbanização desta lagoa, realizado pela prefeitura do município, alterou drasticamente a paisagem, tendo sido verificadas (…) a construção de canais de contenção de águas pluviais em suas margens, a remoção da vegetação flutuante do seu interior (nenúfar Nymphaea sp., salvínia Salvinia auriculata e aguapé Eichornea sp.) e a substituição da vegetação herbácea e arbustiva marginal por gramado.”
Altamente urbanizada, a área ao redor da Lagoa Maior foi transformada em um parque pela administração municipal de Simone Tebet e foram criadas regras para sua ocupação.